# Omoka
Omoka è un distretto e il maggiore dei due villaggi dell'isola di Penrhyn, nelle Isole Cook Settentrionali. Il villaggio si trova sull'isolotto di Moananui, nella parte più occidentale dell'atollo. Qui ha sede il Consiglio dell'Isola.